# ドラマ

ドラマ（drama）（ギリシア語: δράμα）とは、演劇・芝居すなわち劇のことである。これは観客の目の前の舞台で生の俳優が演じる演劇だけでなく、ラジオの音声やテレビ画面で聞かせたり見せたりする劇、すなわちラジオドラマやテレビドラマをも指す。こういった意味以外に戯曲・脚本をもドラマと言う。また劇的な事件や劇作品のストーリー・物語上の大きな山場を指してドラマとも言う。

## ジャンルとしてのドラマ
西洋で古典的な演劇のジャンルとしてはもともと喜劇と悲劇があり、喜劇は庶民が活躍するもの、悲劇は王侯や歴史上の大人物などが活躍するものとされていた。演劇学でドラマと言うと、劇のジャンルの一つで喜劇にも悲劇にも属さないものを指す。
例えば、映画やテレビ番組などに関するデータベースであるインターネット・ムービー・データベース（IMDb）は掲載する各作品にそのジャンルを記していて、映画の場合はジャンルは全部で22種類、テレビ番組の場合はジャンルは全部で26種類あるが、いずれも Drama（ドラマ）はそのうちの一つになっている。IMDb は英語で記述された例だが、日本語によるデータベースでも同様であり、 allcinema の場合ジャンルは全部で35種類あり、そのうちの一つが「ドラマ」である。映画関係の事典などでもジャンルの一つとして「ドラマ」を使うものがある。
テレビでのジャンルでは、テレビ用として実写で作られたテレビドラマがドラマと呼ばれる。ドラマと分類される映画がテレビ放映される場合はドラマではなく「映画」と呼ばれる。また、アニメのドラマもアニメと分類される。

## 媒体
ドラマを表現するために様々なメディア (媒体) が用いられる。以下はその一例である：
- 演劇
- 映像
  - 映画（ドラマ映画）
  - テレビ（テレビドラマ）
  - 定額制動画配信サービス
- 音
  - 録音（ラジオドラマ）
    - パッケージ（ドラマCD）
    - ラジオ
    - インターネットラジオ/ポッドキャスト